# ABC殺人事件
『ABC殺人事件』（エービーシーさつじんじけん、原題：The ABC Murders）は、1936年に発表されたアガサ・クリスティの長編推理小説である。クリスティ18作目の長編で、エルキュール・ポアロシリーズの長編第11作にあたる。ミッシング・リンクをテーマとしたミステリ作品の中で最高峰と評される作品で、知名度・評価ともに高い著者の代表作の一つである（後述、#作品の評価を参照）。
日本語初訳は『ABC殺人事件』（日本公論社刊、伴大矩訳、1935年）。

## あらすじ
ロンドンに新しくアパートを構えたポアロの元に、「6月21日、アンドーヴァーを警戒せよ」と文末に「ABC」と署名された挑戦状が届いた。そして挑戦状の通り、Aで始まるアンドーヴァー（Andover）の町で、イニシャルがAのタバコ屋の老女アリス・アッシャー（Alice Ascher）の死体が発見され、傍らには『ABC鉄道案内』が添えられていた。
警察は当初、彼女が夫と不仲であったため、夫を疑う。間もなくABC氏からポアロの元に第2・第3の犯行を予告する手紙が届き、Bで始まるベクスヒル（Bexhill）でイニシャルがBの女性、「C」で始まるチャーストン（Churston）でイニシャルがCの富豪が殺害され、やはり死体のそばには『ABC鉄道案内』が置かれていた。犯人は、地名とイニシャルが一致する人物をアルファベット順に選び殺害していると推測されたが、被害者達それぞれに動機がある者はいても、被害者たちにABC以外の関連性はなく、犯人の正体と動機はわからない。
やがてセントレジャー競馬が行われる日に犯行を予告する手紙が届く。ポアロらは第4の殺人を防止すべく、競馬の開催地ドンカスター（Doncaster）へ向かうが、町の映画館で殺害されたのはイニシャルがDの人物ではなくEの理髪師の男であった。ポアロも警察も首をひねるが、近くにイニシャルがDの男性が座っていたため犯人に間違えられたものと思われた。
アルファベット順に選んだ対象を無作為に殺害していく愉快犯の仕業と警察が捜査方針を固める中、てんかん持ちのアレクサンダー・ボナパート・カスト（Alexander Bonaparte Cust, A. B. Cust）は新聞報道を読んで自分が犯人なのではないかと思い悩み自首してくる。彼の家からは『ABC鉄道案内』が多数発見され、事件は解決したかと思われた。だが、ポアロは真犯人が別にいると推理する。彼はいかに理性を失したように見える人間の犯行であっても、そこには犯人なりの論理性や理由があるはずであり、何の理由もないのにアルファベット順に人を殺害していくというのは殺害動機としてあり得ないと考えていた。
ポアロは一連の事件の被害者を調べ上げ、一連の犯行予告や連続殺人事件は警察を攪乱するためのもので、真犯人は明確な目的をもって殺害した一件の殺人を、明確な殺害理由のない連続殺人事件の中に紛れ込ませようとしていたことを見抜く。
ポアロの推理どおり、A・B・C・Dの一連の殺人事件のすべてはイニシャル「C」ことカーマイケル・クラーク卿の弟であるフランクリン・クラークの犯行であった。兄のカーマイケルを殺害し、その妻であるシャーロットは存命とはいえ病気で余命いくばくもない状態であることから、財産を独り占めしようと画策しての犯行だった。「C」の人物以外の殺害はあくまでも「C」に到達するためだけのものであり、またイニシャル「D」まで殺害したのは「C」がラストではあまりにも露骨に映ることを避けるためであった。

## 登場人物
エルキュール・ポアロ
私立探偵。

アーサー・ヘイスティングズ
ポアロの協力者。

アリス・アッシャー
Alice Ascher
1人目の犠牲者。
アンドーヴァーで小さな商店を切盛りしていた老女。

フランツ・アッシャー
Franz Ascher
アリスの夫。
大酒飲みで、たびたび妻のアリスに金をせびっていた。ドイツ系で、第一次大戦中は差別と偏見に苦しんでいたらしい。

メアリ・ドローワー
Mary Drower
アリスの姪。
アンドーヴァー近郊のある屋敷でメイドとして働いている。

エリザベス（ベティ）・バーナード
Elizabeth (Betty) Barnard
2人目の犠牲者。
ファーストネームはエリザベス（Elizabeth）だが、周囲からはベティ（Betty）と呼ばれていた。
ベクスヒルのとあるカフェでウェイトレスとして働いていた。異性関係が少々だらしなく、彼女の父親に言わせると「いまどきの娘」らしい。

ドナルド・フレーザー
Donald Fraser
ベティの婚約者。
不動産関係の仕事をしている。激しやすく、ベティの異性関係でたびたび彼女と言い争いをしていた。

ミーガン・バーナード
Megan Barnard
ベティの姉。
ロンドンでタイピストとして働いている。ドナルドとの喧嘩についてベティから相談を受けていた。

カーマイケル・クラーク卿
Sir Carmichael Clarke
3人目の犠牲者。
かつて医師として成功した富豪。
引退後は保養地の近くのチャーストンにある屋敷に住み、趣味の骨董品収拾に熱中していた。

フランクリン・クラーク
Franklin Clarke
カーマイケル卿の弟。
兄の右腕として世界中を飛び回って骨董品を買い集めている。

シャーロット・クラーク
Charlotte Clarke
カーマイケル卿の妻。
末期ガンを患っており、先が長くない。夫のカーマイケルと秘書のグレイの関係を疑っている。

ソーラ・グレイ
Thora Grey
カーマイケル卿の秘書。
彼女は事件当日に怪しい人物を見かけていないと証言しているが、当日玄関先の階段で見知らぬ男と話している姿をシャーロットに目撃されている。

ジョージ・アールスフィールド
George Earlsfield
4人目の犠牲者なのだが、姓名ともにイニシャル「D」ではない理髪師の男性。

ロジャー・ダウンズ
Roger Downes
ドンカスターでの殺人の第一発見者であり、被害者の近くに座っていた教師。
姓のイニシャルが「D」なので、警察は背格好の似ていた彼とアールスフィールドが間違えられたのだと考える。

アレグザンダー・ボナパート・カスト
Alexander Bonaparte Cust
ストッキングのセールスマン。
自身の名前が2人の偉大な英雄（アレクサンダー大王とナポレオン・ボナパルト）に由来することに対してコンプレックスを感じている。
原作での途中の数章はヘイスティングズ大尉ではなく彼の視点から描かれている。第一次大戦に従軍したことがあり、復員後はその後遺症に悩まされている。
真犯人の策略によって、一連の事件の犯人であるという濡れ衣を着せられる。
最終的にポアロから警察への助言もあり、無罪として釈放される。

ジェームス・ジャップ
ロンドン警視庁首席警部。

## 作品の評価
- 作者ベストテンでは、1971年の日本全国のクリスティ・ファン80余名の投票で本作品は4位（1位は『そして誰もいなくなった』、2位は『アクロイド殺し』、3位は『予告殺人』）[3]、1982年に行われた日本クリスティ・ファンクラブ員の投票では8位に挙げられている（1位は『そして誰もいなくなった』、2位は『アクロイド殺し』、3位は『オリエント急行の殺人』）[4]。
- 2012年に『週刊文春』で推理作家や推理小説の愛好者ら約500名を対象に実施されたアンケートによる東西ミステリーベスト100で、本作品は62位に評価されている[注 3][注 4]。
- 1930年代のクリスティ作品を高く評価するジュリアン・シモンズは、その時期の代表作として推賞する5作のうちの1作に本作を挙げている[注 5]。
- 2015年にAGATHA CHRISTIE LIMITEDにより行われた「世界で一番好きなクリスティ・グローバル投票」で本作は5位に選出されている[6]。

## 日本語訳版
- 本作の出版は、イギリスでは1936年1月だが、アメリカでは簡略版が1935年11月に『COSMOPOLITAN』に掲載されている[7]。そのため、ハヤカワ文庫（ハヤカワ・ミステリ文庫、クリスティー文庫）ではイギリスでの出版による著作権の発生年を元に1936年の発表、創元推理文庫ではアメリカでの簡略版の発表を元に発表年を1935年としている。なお、前述の伴大矩による日本語初訳はアメリカで発表された簡略版の翻訳のため、発行年は1935年となっている。
- 1952年10月『別冊宝石』23号「世界探偵小説全集1 アガサ・クリスティ篇」 に「ABC殺人事件」（伴大矩=訳）、「スタイルズ事件」（宇野利泰、桂英二=訳）、「そして誰れもいなくなつた」（清水俊二=訳）を収録。他に江戸川乱歩の序文「アガサ・クリスティ」、表紙・目次は水田力。

| 出版年 | タイトル           | 出版社             | 文庫名                                  | 訳者       | 巻末                                                                                   | ページ数 | ISBNコード    | 挿絵・デザイン   | 備考                |
| ------ | ------------------ | ------------------ | --------------------------------------- | ---------- | -------------------------------------------------------------------------------------- | -------- | ------------- | ---------------- | ------------------- |
| 1935   | ABC殺人事件        | 日本公論社         | 英・米探偵小説新傑作選集1               | 伴大矩     | クリスチイ女史に就いて H・D・タムソン                                                  | 302      |               | 裝幀 吉永哲男    |                     |
| 1936   | ABC殺人事件        | 萩原星文館         | 英米探偵小説新傑作選集                  | 伴大矩     |                                                                                        |          |               |                  |                     |
| 1956   | ABC殺人事件        | 大日本雄弁会講談社 | クリスチー探偵小説集:ポワロ探偵シリーズ | 松本恵子   |                                                                                        | 259      |               |                  |                     |
| 1957   | ABC殺人事件        | 早川書房           | 世界探偵小説全集368                     | 鮎川信夫   |                                                                                        | 238      |               |                  |                     |
| 1957   | A.B.C.殺人事件     | 東京創元社         | 世界推理小説全集 43                     | 堀田善衛   |                                                                                        | 231      |               |                  | 監修:江戸川乱歩ほか |
| 1959   | ABC殺人事件        | 東京創元社         | 創元推理文庫105-14                      | 堀田善衛   | 解説:中島河太郎                                                                        | 323      |               |                  |                     |
| 1960   | ABC殺人事件        | 東京創元新社       | 世界名作推理小説大系 9                  | 堀田善衛   | 解説:中島河太郎                                                                        | 512      |               |                  | [ 注（一般書） 1 ]  |
| 1960   | ABC殺人事件        | 新潮社             | 新潮文庫 赤135F                         | 中村能三   | 解説:中村能三                                                                          | 327      |               |                  |                     |
| 1962   | ABC殺人事件        | 東都書房           | 世界推理小説大系 13                     | 堀内英子   | 解説:中島河太郎                                                                        | 258      |               |                  | [ 注（一般書） 2 ]  |
| 1962   | ABC殺人事件        | 角川書店           | 角川文庫赤502-3                         | 能島武文   | 訳者による解説                                                                         | 326      |               | 上原徹           | [ 注（一般書） 3 ]  |
| 1967   | ABC殺人事件        | 集英社             | 世界文学全集 38                         | 堀田善衛   |                                                                                        | 462      |               |                  | [ 注（一般書） 4 ]  |
| 1974   | ABC殺人事件        | 講談社             | 講談社文庫                              | 久万嘉寿恵 |                                                                                        | 303      |               |                  |                     |
| 1987   | ABC殺人事件        | 早川書房           | ハヤカワ・ミステリ文庫HM1-83            | 田村隆一   | 解説:小池滋                                                                            | 342      | 4-15-070083-4 | 真鍋博           |                     |
| 1987   | エルキュル・ポアロ | 講談社             |                                         | 久万嘉寿恵 | 解説:「ポアロとクリスティーの横顔」数藤康雄 「アガサ・クリスティー著作リスト」各務三郎 | 493      | 4-06-203404-2 |                  | [ 注（一般書） 5 ]  |
| 1989   | ABC殺人事件        | 新潮社             | 新潮文庫 ク-3-5                         | 中村能三   | 解説:小池滋                                                                            | 327      |               | 鈴木邦治、野中昇 | 1989 39刷改版       |
| 2003   | ABC殺人事件        | 東京創元社         | 創元推理文庫                            | 深町眞理子 | 解説:相沢紡                                                                            | 407      | 4-488-10538-6 | ひらいたかこ     |                     |
| 2003   | ABC殺人事件        | 早川書房           | ハヤカワ文庫：クリスティー文庫11        | 堀内静子   | 解説:法月綸太郎                                                                        | 412      | 4-15-130011-2 | Hayakawa Design  |                     |

脚注（一般書）
1. ↑  著者名は「アガサ・クリスチィ」表記、アクロイド殺害事件（大久保康雄訳同時収録）。
2. ↑  著者名は「クリスチー」表記、「アクロイド殺害事件」（原百代=訳）、「ポアロ捜査ノート（『西洋の星』の事件、マースドン荘の悲劇、エジプト墓地の冒険、首相誘拐事件）」（堀内英子=訳）同時収録。
3. ↑  現在、グーテンベルク21が電子書籍化している。
4. ↑  伊藤整等=編、著者名は「クリスティ」表記、他にアンブラー「あるスパイの墓碑銘」（田村隆一=訳）、ジェームズ・M・ケイン「郵便配達は二度ベルをならす」（中田耕治=訳）、同「スープのなかの蠅」（中村真一郎=訳）同時収録。
5. ↑  数藤康雄=編、従来講談社文庫で発行されていたものの合本。「スタイルズ荘の怪事件」、「ゴルフ場殺人事件」、「アクロイド殺害事件」、「青列車の謎」、「オリエント急行殺人事件」、「ABC殺人事件」（アクロイドのみ原百代、それ以外は久万嘉寿恵の翻訳）を収録。

| 出版年 | タイトル                      | 出版社     | 文庫名                                | 訳者       | ページ数 | ISBNコード                  | 挿絵・デザイン                                                       | 備考                                |
| ------ | ----------------------------- | ---------- | ------------------------------------- | ---------- | -------- | --------------------------- | -------------------------------------------------------------------- | ----------------------------------- |
| 1958   | ABC怪事件                     | 講談社     | 少年少女世界探偵小説全集16            | 左近義親   | 247      |                             | 絵:西村保史郎、 装幀:相沢光朗、 写真:中島靖侃                        |                                     |
| 1962   | ABCの恐怖                     | 偕成社     | 世界推理・科学名作全集11              | 船山馨     | 303      |                             | 絵:石田武雄                                                          | 解説 船山馨                         |
| 1963   | ABC怪事件・恐怖の旅客機       | あかね書房 | 少年少女世界推理文学全集7             | 塩谷太郎   | 212      |                             | ブックデザイン: 沢田重隆、鈴木康行、 絵:駒崎晶子                     | 監修:川端康成、 中野好夫、 阪本一郎 |
| 1973   | ABC怪事件                     | あかね書房 | 推理・探偵傑作シリーズ 2              | 塩谷太郎   | 241      |                             | 画：横山まさみちと横山プロダクション                                 | 責任編集:白木茂ほか2名              |
| 1977   | ABC殺人事件                   | 文研出版   | 文研の名作ミステリー 2                | 各務三郎   | 207      |                             |                                                                      |                                     |
| 1986   | ABC殺人事件                   | ポプラ社   | ポプラ社文庫:怪奇・推理シリーズ       | 百々佑利子 | 214      | 4-591-02283-8               | 村井香葉                                                             |                                     |
| 1990   | ABC殺人事件                   | 偕成社     | 偕成社文庫                            | 深町真理子 | 436      | 4-03-651830-5               | 村上克己                                                             |                                     |
| 2000   | ABC殺人事件 上 ABC殺人事件 下 | 岩崎書店   | アガサ・クリスティー探偵名作集 21、22 | 各務三郎   | 158 150  | 4-265-04931-1 4-265-04932-X | 安藤由紀                                                             |                                     |
| 2000   | ABC殺人事件                   | 講談社     | 青い鳥文庫                            | 花上かつみ | 389      | 4-06-148533-4               | 高松啓二                                                             |                                     |
| 2004   | ABC殺人事件                   | ポプラ社   | ポプラ社文庫:ミステリーボックス 1     | 百々佑利子 | 213      | 4-591-08170-2               | 照井葉月                                                             | 改訂版                              |
| 2004   | ABC殺人事件 上 ABC殺人事件 下 | 汐文社     | 名探偵ポワロとミス・マープル1、2      | 中尾明     | 211 223  | 4-8113-7884-9 4-8113-7885-7 | 鈴木牧生                                                             |                                     |
| 2005   | ABC殺人事件                   | ポプラ社   | ポプラポケット文庫 702-1              | 百々佑利子 | 213      | 4-591-08889-8               | 村井香葉                                                             | 1986年刊の新装版                    |
| 2008   | ABC殺人事件                   | 早川書房   | クリスティー・ジュニア・ミステリ 7    | 田口俊樹   | 382      | 978-4-15-208920-5           | イラスト:横田美晴                                                    |                                     |
| 2020   | 名探偵ポアロ ABC殺人事件      | 早川書房   | ハヤカワ・ジュニア・ブックス 7        | 田口俊樹   | 384      | 978-4-15-209927-3           | イラスト:二階堂 彩 イラスト編集:サイドランチ 装幀:早川書房デザイン室 |                                     |

| 出版年月日    | タイトル    | 出版社           | 文庫名                                                                         | 訳者                            | ページ数 | ISBNコード     | 挿絵・デザイン | 備考 |
| ------------- | ----------- | ---------------- | ------------------------------------------------------------------------------ | ------------------------------- | -------- | -------------- | -------------- | ---- |
| 2004年8月24日 | ABC殺人事件 | 日本放送出版協会 | NHK出版コミックス NHKアニメ劇場 アガサ・クリスティーの名探偵ポワロとマープル 1 | 脚本=大橋志吉、 まんが=石川森彦 | 190      | 978-4144540844 |                |      |

## 翻案作品

### 映画
- 『アルファベット殺人事件』 The Alphabet Murders（イギリス・アメリカ 1966年） - ABCが、原作のストッキング行商人カスト氏から謎のレインコートの美女アマンダに替わる[8]。
  - ポワロ - トニー・ランドール (Tony Randall)
  - ABC（アマンダ・ベアトリス・クロス） - アニタ・エクバーグ (Anita Ekberg)

### TV作品
- 名探偵ポワロ「The ABC Murders（邦題 ABC殺人事件）」（イギリス 1992年）
  - ポワロ - デヴィッド・スーシェ
  - ヘイスティングス - ヒュー・フレイザー
  - ジャップ警部 - フィリップ・ジャクソン
  - アレクサンダー・ボナパルト・カスト - ドナルド・サンプター（英語版）
  - フランクリン・クラーク - ドナルド・ダグラス（英語版）
  - ドナルド・フレイザー - ニコラス・ファレル（英語版）
  - ミーガン・バーナード - ピッパ・ガード（英語版）
- アガサ・クリスティーの名探偵ポワロとマープル「ABC殺人事件」（日本 2004年）
  - NHK総合テレビで2004年7月4日から2005年5月15日まで放送されたアニメ。本作は第5話から第8話まで4回に分けて放送された。ミス・マープルは第5話に登場するが、事件の捜査には一切関わらず、あくまで「ポワロの事件」として物語は進む。
  - エルキュール・ポワロ - 里見浩太朗
  - ミス・マープル - 八千草薫
  - メイベル・ウエスト - 折笠富美子
  - ヘイスティングス - 野島裕史
  - ミス・レモン - 田中敦子
  - オリバー - 城雅子
  - シャープ警部 - 屋良有作
  - ドナルド・フレイザー - 陶山章央
  - ミーガン・バーナード - 水谷優子
  - アレクサンダー・ボナパルト・カスト - 鈴木千尋
  - フランクリン・クラーク - 松本保典
- 名探偵赤冨士鷹「ABC殺人事件」（日本 2005年）
  - 本作は、NHK総合テレビで2005年12月29日・12月30日に放送された『名探偵 赤富士鷹』のうちの第一夜（12月29日）の作品である。
  - 舞台は原作出版年の昭和11年（1936年）の日本で、ポアロに相当する赤冨士鷹は東京・芝で古書店を営む素人探偵という設定。
- アガサ・クリスティーのフレンチ・ミステリー「Les Meurtres ABC（邦題 ABC殺人事件）」（フランス 2009年）
  - 本作は、『アガサ・クリスティーのフレンチ・ミステリー』の第1話としてフランス2で2009年1月9日に放送された作品である。
  - ポワロは登場せず、ラロジエール警視とランピオン刑事のコンビが代わって事件を解決するという設定。
- ABC殺人事件（イギリスBBC 2018年）
  - 演出：アレックス・ガバッシ
  - 脚色：サラ・フェルプス
  - ポワロ - ジョン・マルコヴィッチ（石田圭祐）
  - カスト - イーモン・ファレン（早志勇紀）
  - フランクリン・クラーク - アンドリュー・バカン（宮内敦士）
  - ローズ・マーブリー - シャーリー・ヘンダーソン（三鴨絵里子）
  - クローム警部 - ルパート・グリント（稲垣拓哉）
  - ジャップ警部 - ケヴィン・マクナリー
  - ドナルド・フレーザー - ジャック・ファーシング（杉山大）
  - リリー・マーブリー - アーニャ・シャロトラ（寿美菜子）
    - ヘイスティングズが登場せず盟友のジャップも開始早々に死去、警察関係者から侮蔑的に扱われる老ポワロのアイデンティティを失ったトラウマに踏み込むなど、悲壮感に満ちたドラマとなっている。トランプ大統領就任とブレグジット決定後の世相も反映し、舞台となる年代をイギリスファシスト連合結党後間もない1933年（作品発表より前）に設定。稲妻をあしらった同党のシンボルや扇動的なポスターを執拗に描写している。
    - ポワロの回想（ドラマで独自に加えられた）として描写される事件は、1914年8月の「ベルギーの凌辱（英語版）」(The Rape of Belgium) と呼ばれるもの。第一次世界大戦下のベルギーで対ゲリラ活動を口実にドイツ軍が多くの非戦闘員を殺害、投獄し、焼き討ちや略奪も横行、25万人を超えるベルギー国民がイギリスに逃れた[9]。同時期（1914年8月4日）参戦したイギリスは、戦意高揚のため外務省に属する“ウェリントンハウス”を通じてこの事件を用いたプロパガンダを行い、アメリカもそれに追随。虚実入り混じった報道により後年の正確な検証が難しくなっている。
    - 製作総指揮も兼任する脚本家のサラ・フェルプスは2015年の『そして誰もいなくなった 』（サム・ニール、ミランダ・リチャードソン、チャールズ・ダンスらが出演した）からクリスティ作品のドラマ化に携わり、2019年放送の『蒼ざめた馬』でも脚色を担当。NHK-BSプレミアムでは2019年7月13日から全3回で放送の『ABC殺人事件』[注 6]に先立ち、6月8日から同じ土曜夕方5時の枠で同じくフェルプスの脚色による『検察側の証人』（2016年）と『無実はさいなむ』（2018年）が続けて放送された。

### ラジオドラマ
2008年、BBC Radio 7で放送されている。

### 漫画
- 『ABC殺人事件 名探偵・英玖保嘉門の推理手帖』（星野泰視、『ビッグコミックオリジナル』2014年24号から2016年10号まで連載、単行本全4巻）
舞台を昭和11年（1936年、原作出版当時）の日本に移し、英玖保嘉門（=ポアロ）以下、登場人物のほとんどを日本人にしている。また、"ABC殺人事件"に先立つ事件として、最初の3話に『厩舎街の殺人』を原作としたエピソードを置いている。
  - 登場人物 ※右は原作で該当する人物
    - 英玖保嘉門（えいくぼかもん）：エルキュール・ポアロ
    - 朝倉平助（あさくらへいすけ）：アーサー・ヘイスティングス
    - 日之元（ひのもと）警部：ジェイムズ・ジャップ警部
    - 芦屋安（あしややす）：アリス・アッシャー
    - 芦屋留三（あしやとめぞう）：フランツ・アッシャー
    - 土浦まり子（つちうらまりこ）：メアリ・ドローワー
    - 板東美代（ばんどうみよ）：ベティ・バーナード
    - 鳴戸降三（なるとこうぞう）：ドナルド・フレイザー
    - 板東たま（ばんどうたま）：ミーガン・バーナード
    - 千代田千寿郎（ちよだせんじゅろう）：カーマイケル・クラーク卿
    - 千代田祐司郎（ちよだゆうじろう）：フランクリン・クラーク
    - ソーラ・グレコワ：ソーラ・グレイ
    - 有野穣二（ありのじょうじ）：ジョージ・アールスフィールド
    - 阿部力（あべちから）：アレキサンダー・ボナパルト・カスト
    - 黒武（くろたけ）警部補：クローム警部
    - 阿部定（あべさだ）：（実在人物）
    - 石田吉蔵（いしだきちぞう）：（実在人物）

※『南京街の殺人』
    - バーバラ・アレン：バーバラ・アレン
    - ミス・ブレンダーリース：ジェ―ン・プレンダーリース
    - ユースタス：ユースタス少佐
    - 西喜一郎（にしきいちろう）：レイヴァートン・ウエスト
    - 加藤（かとう）警部：ジェイムスン警部
    - 馬老大人（マー・ラオターレン）

  - 星野泰視、アガサ・クリスティー（原作）『ABC殺人事件』、小学館（ビッグコミックス）、全4巻
    1. 2015年9月30日発売 ISBN 978-4-09-187289-0
    2. 2015年10月30日発売 ISBN 978-4-09-187386-6
    3. 2016年4月28日発売 ISBN 978-4-09-187677-5
    4. 2016年5月30日発売 ISBN 978-4-09-187695-9

### ゲーム
2009年12月12日、カナダのゲーム会社DreamCatcher Interactiveより、ニンテンドーDS向けアドベンチャーゲーム『Agatha Christie: The ABC Murders』が発売された（日本では未発売）。プレイヤーはヘイスティングズ大尉を操作し、犯罪現場を調査し、被疑者への聞き込みを行って事件を解決する。原作をよく知っているユーザーのために、原作とは異なる犯人でプレイできるオプションも用意されており、ゲームを通して異なる手掛かりや証言が得られる。このゲームは平凡なレビューを受けたが、原作の素材を忠実に再現したことは評価された。
2016年、フランスのゲーム会社Microïdsより『Agatha Christie: The ABC Murders』が発売された（2009年発売の同名作品とは別）。プレイヤーはエルキュール・ポアロとなり、人物観察、尋問、考察を進め、事件を解決に導く。日本語字幕に対応したものとして、クロスファンクションより『アガサ・クリスティ - ABC殺人事件』のタイトルでPlayStation 4版が2017年4月28日に、Microïdsより『アガサ・クリスティ作 『ABC殺人事件』』のタイトルでNintendo Switch版が2020年12月17日に発売されている。